# 1968年夏季奥林匹克运动会中华民国代表团
1968年，中華民國以“台湾”（英語：Taiwan）為名参加了在墨西哥墨西哥城舉行的第十九届夏季奥林匹克运动会。此次代表團派出了43名运动员。

## 参赛项目

### 田径
- 铜牌 紀政，女子80米跨栏

### 自行车

#### 個人公路賽
- 劉正道
- 許明世
- 鄧春淮

#### 團體計時賽
- 蔣光南
- 許明世
- 鄧春淮
- 劉正道

#### 爭先賽
- 范岳導

#### 1000公尺計時賽
- 范岳導

### 游泳
- 李東興
- 陳景明
- 沈寶妮
- 黃蓮花